# 山形県道路公社
山形県道路公社（やまがたけんどうろこうしゃ）は、山形県を設立団体とする地方道路公社。1971年（昭和46年）4月1日発足。

## 沿革
- 1971年（昭和46年）4月：発足。
- 1972年（昭和47年）4月：建設中の西吾妻有料道路の事業を山形県から引き継ぐ。
- 1973年（昭和48年）
  - 7月：西吾妻有料道路を供用開始。
  - 11月：鳥海有料道路を供用開始。
- 1981年（昭和56年）9月：建設中の蔵王有料道路の事業を山形県から引き継ぐ。
- 1985年（昭和60年）7月：蔵王有料道路を無料開放。
- 1986年（昭和61年）8月：西蔵王有料道路を供用開始。
- 1997年（平成9年）
  - 4月：鳥海有料道路を無料開放。
  - 12月：西蔵王有料道路のうち北側区間を一部無料開放。
- 2000年（平成12年）12月：霞城セントラルで山形駅西口駐車場の営業開始。
- 2003年（平成15年）7月：西吾妻有料道路を無料開放。
- 2016年（平成28年）4月：西蔵王有料道路を無料開放。

## 管理運営する道路・施設
- 山形県道の跨線橋下等での駐車場（4施設）
  - 山形駅西口駐車場（山形市城南町1-1-1）
  - 老野森跨線橋下駐車場（天童市老野森/県道天童大江線（老野森跨線橋））
  - 東根跨線橋下駐車場（東根市蟹沢/県道東根大森工業団地線（東根跨線橋））
  - 城南跨線橋下駐車場（山形市城南町/県道山形朝日線（城南跨線橋））

### 管理運営していた道路・施設
- 蔵王有料道路（蔵王エコーライン）（宮城県道・山形県道12号白石上山線） : 1985年（昭和60年）7月15日 無料開放
- 鳥海有料道路（鳥海ブルーライン）（秋田県道131号鳥海公園小滝線・山形県道210号鳥海公園吹浦線） : 1997年（平成9年）4月1日 無料開放
- 西吾妻有料道路（西吾妻スカイバレー）（山形県道・福島県道2号米沢猪苗代線） : 2003年（平成15年）7月1日 無料開放
- 西蔵王有料道路（西蔵王高原ライン）（山形県道167号妙見寺西蔵王公園線・山形県道53号山形永野線） : 1997年（平成9年）12月1日及び2016年（平成28年）4月1日 無料開放